# Leucobryum cruegerianum
Leucobryum cruegerianum är en bladmossart som beskrevs av C. Müller 1898. Leucobryum cruegerianum ingår i släktet Leucobryum och familjen Dicranaceae. Inga underarter finns listade i Catalogue of Life.